# Jørgen Leth

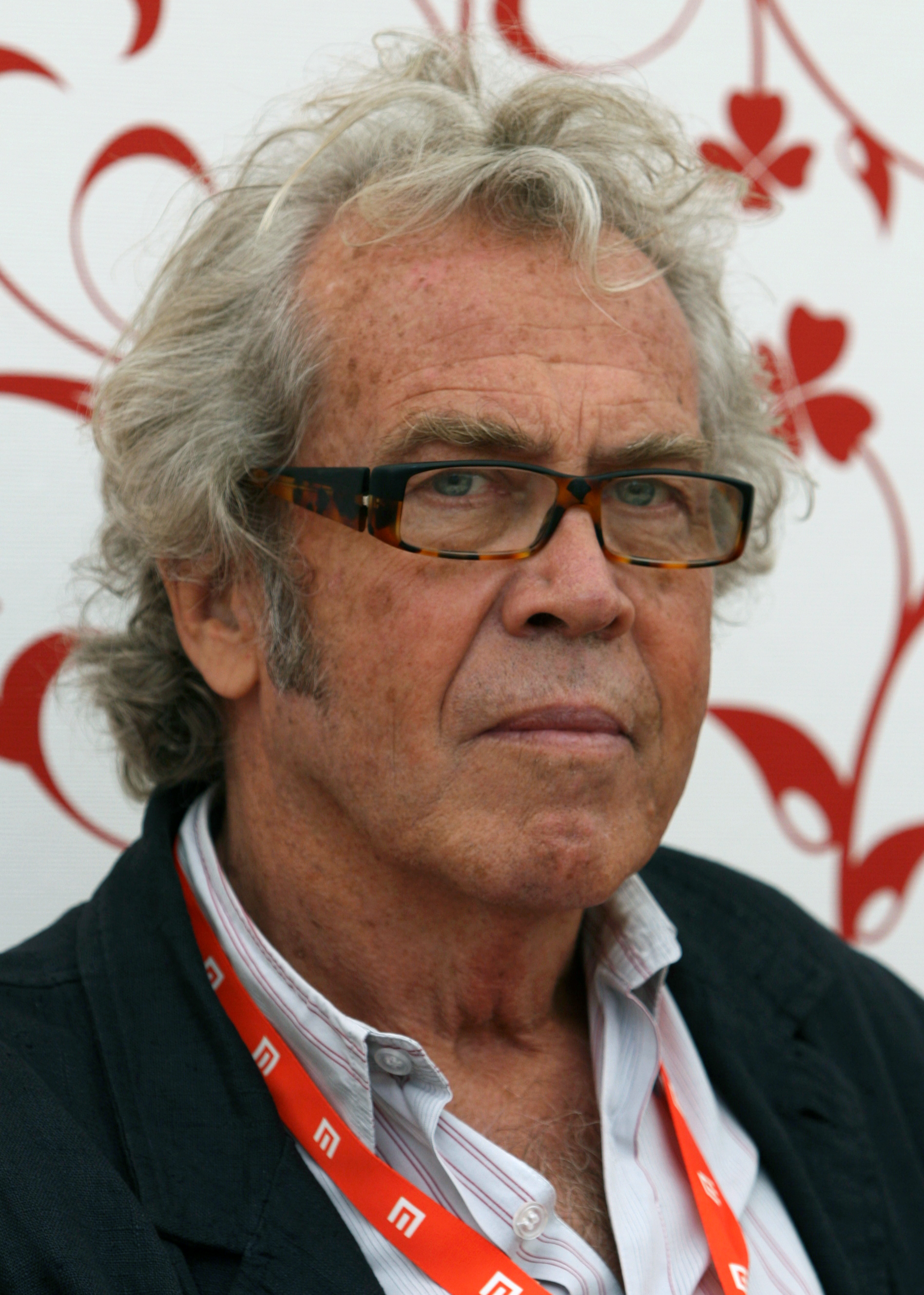
Jørgen Leth (2008)

Jørgen Leth (* 14. Juni 1937 in Aarhus) ist ein dänischer Filmemacher und Dichter.

## Leben und Wirken
Jørgen Leth studierte von 1957 bis 1959 Literatur an der Universität Aarhus. Von 1959 bis 1968 arbeitete er für diverse dänische Zeitungen als Musik-, Theater- und Filmkritiker. Es folgten ausgedehnte Weltreisen nach Afrika, Südamerika, Indien und Südostasien. Seit 1963 entstanden über 40 Filme, darunter der Kurzfilm Der perfekte Mensch aus dem Jahre 1967. Dieser gilt unter anderem als Lieblingsfilm von Lars von Trier und bildet die Grundlage für dessen Film The Five Obstructions. Zwischen 1988 und 2005 war er Sportberichterstatter für die Tour de France für das dänische Fernsehen, außerdem entstanden einige Sportdokumentationen.
Leth unterrichtete an der dänischen Filmhochschule in Kopenhagen, am State Studiocenter in Oslo, an der UCLA, in Berkeley und in Harvard. 1999 bis 2007 war er dänischer Honorarkonsul in seiner Wahlheimat Haiti, wo er seit 1991 lebt.
Jørgen Leth ist der Vater von Regisseur Asger Leth und dem Komponisten Kristian Leth.

## Buchpublikationen
- Gult lys. 1962
- Kanal. 1964
- Sportsdigte. 1967
- Lykken i Ingenmandsland. 1967
- Glatte hårdtpumpede puder. 1969
- Eventyret om den sædvanlige udsigt. 1971
- Det går forbi mig. 1975
- Det er ligesom noget i en drøm. Essays, 1976
- Filmmaskinen. Essays, 1979
- Hvordan de ser ud. 1987
- Traberg. Roman. 1990
- Jeg leger at jeg kan alting. Gedichte, 1991
- Hundene gør: Kup i Haiti. 1994
- Den gule trøje i de høje bjerge. Beretning om Tour de France. 1995
- Billedet forestiller. 2000
- Historier fra Haiti – en ø'stat i Caribien. 2000
- Samlede Digte. 2002
- Det uperfekte menneske. Autobiografie. 2005[1]
- Det gør ikke noget. Gedichte, 2006
- Guldet på havets bund, Det uperfekte menneske/2., 2007
- En dag forsvandt Duke Jordan i Harlem. Texte über Jazz, 2008
- Tilfældets gaver – tekster om at lave film. 2009
- mit Morten Sabroe: Det er derfor de knepper så meget i dette land. 2009
- Hvad er det nu det hedder. Gedichte, 2011
- Et hus er mere end en ting, Det uperfekte menneske/3. 2012
- mit Anders Houmøller Thomsen: Spørge Jørgen. Jørgen Leth svarer på alt. 2016.
- mit Anders Houmøller Thomsen: Spørge Jørgen 2. Jørgen Leth svarer på alt – igen.  2017
- Det bliver ikke væk. Gedichte, 2019
- Om stil. 2020

## Filme
- 1963: Stopforbud
- 1964: Se frem til en tryg tid
- 1967: Det perfekte menneske
- 1968: Ofelias blomster
- 1968: Nær himlen, nær jorden
- 1969: Krag-filmen
- 1969: Dyrehavefilmen
- 1970: Teatret i de grønne bjerge
- 1970: Motion picture
- 1970: Eftersøgningen

De fem benspænd

- 1070: Dyrehaven, den romantiske skov
- 1970: Frændeløs
- 1971: Livet i Danmark
- 1972: Kinesisk bordtennis
- 1973: Eddy Merckx i nærheden af en kop kaffe
- 1974: Stjernerne og vandbærerne
- 1974: Klaus Rifbjerg. Dokumentarfilm
- 1975: Den umulige time
- 1975: Det gode og det onde
- 1976: En forårsdag i helvede
- 1978: Peter Martins - en danser
- 1979: Sanct Hansaften-spil
- 1979: Kalule
- 1979: At danse Bournonville
- 1982: Step on silence
- 1982: 66 scener fra Amerika
- 1982: Gadeartister i New York
- 1983: Udenrigskorrespondenten
- 1984: Pelota
- 1986: Notater fra Kina
- 1986: Det legende menneske
- 1987: Composer Meets Quartet
- 1989: Dansk litteratur
- 1989: Notater om kærligheden
- 1992: Ebbe Traberg
- 1993: Michael Laudrup - en fodboldspiller
- 1996: Haiti. Uden titel
- 1999: Jeg er levende - Søren Ulrik Thomsen, digter
- 2002: Drømmere
- 2003: Nye scener fra Amerika
- 2003: De fem benspænd, zusammen mit Lars von Trier
- 2005: Aarhus, Dokumentarfilm
- 2010: Det erotiske menneske
- 2015: Pelota II
- 2019: Jeg går
- 2022: Music for Black Pigeons[3]

## Auszeichnungen
- 1971: Hauptpreis des Filmfests Oberhausen
- 1972: Thomas Mann Award
- 1983: Spezialpreis der Danish Academy
- 1992: Paul Hammerich Award
- 1995: Drachmannlegatet
- 1996: Robert der dänischen Filmakademie
- 1997: Prix de France
- 1999: State Art Foundation’s Special Award
- 2000: Robert Award der dänischen Filmakademie
- 2004: Großer Preis für den Besten Film beim Internationalen Film Festival Odense
- 2004: Nordisk Filmpreis
- 2005: Weekendavisens litteraturpris für seine Autobiografie Det uperfekte menneske. Scener fra mit liv